# Gabaldón
Gabaldón es un municipio español de la provincia de Cuenca, en la comunidad autónoma de Castilla-La Mancha. Tiene una superficie de 84,1 km² con una población de 188 habitantes (INE 2015) y una densidad de 2,31 hab/km².

## Geografía
Integrado en la comarca de Manchuela Conquense, se sitúa a 59 kilómetros de la capital provincial. El término municipal está atravesado por la carretera autonómica CM-220 (antigua N-320), que permite la comunicación con Almodóvar del Pinar y Motilla del Palancar. El relieve del municipio es predominantemente llano y por su territorio discurren el río Valdemembra y la rambla de la hoz del Madroñal. La altitud oscila entre los 1027 metros al norte y los 860 metros al sur, a orillas del río. El pueblo se alza a 920 metros sobre el nivel del mar. 
| Noroeste: Barchín del Hoyo | Norte: Solera de Gabaldón y Almodóvar del Pinar | Nordeste: Almodóvar del Pinar                        |
| Oeste: Valverdejo          |                                                 | Este: Almodóvar del Pinar y Campillo de Altobuey     |
| Suroeste: Alarcón          | Sur: Motilla del Palancar                       | Sureste: Campillo de Altobuey y Motilla del Palancar |

## Demografía
Gabaldón cuenta con una población de 159 habitantes (INE 2024).
| Gráfica de evolución demográfica de Gabaldón entre 1842 y 2021                                                      |
| |
| Población de derecho según los censos de población del INE Población de hecho según los censos de población del INE |

## Fiestas
En mayo, a la Virgen del Rosario y, en julio, a Santa Ana y Santiago Apóstol.

## Administración y política
| Periodo   | Nombre                      | Partido |
| --------- | --------------------------- | ------- |
| 1979-1983 | Desiderio Maiz Navarro      | UCD     |
| 1983-1987 | María Luz Chumillas Navarro | AP      |
| 1987-1991 | Alfonso Pardo Gabaldon      | AP      |
| 1991-1995 | Alfonso Pardo Gabaldon      | PP      |
| 1995-1999 | José Luis Gascon Romero     | PP      |
| 1999-2003 | José Vicente López Pardo    | PP      |
| 2003-2007 | José Vicente López Pardo    | PP      |
| 2007-2011 | José Vicente López Pardo    | PP      |
| 2011-2015 | José Vicente López Pardo    | PP      |
| 2015-2019 | José Vicente López Pardo    | PP      |
| 2019-2023 | José Vicente López Pardo    | PP      |